# Suspended Animation, Inc.
Suspended Animation, Inc. (SA) – założona w 2002 w Boynton Beach na Florydzie firma zajmująca się badaniami i udoskonalaniem sprzętu potrzebnego do stabilizacji i transportu „pacjentów” krionicznych, oraz czuwaniem przy umierającym, stabilizacją ciała i transportem, na terenie Stanów Zjednoczonych.

## Sprzęt
Sprzęt wytwarzany przez SA z założenia ma nadawać się do transportu samolotem i obejmuje np. przenośną kąpiel lodową, maskę twarzową, własnej produkcji zestawy do stabilizacji. Firma posiada dwie karetki pogotowia (na Florydzie i w Kalifornii). Używa urządzenia do prowadzenia reakcji łańcuchowej polimerazy w czasie rzeczywistym (RT-PCR) w celu badania ekspresji genu przy śmierci komórkowej. Przy opracowywaniu projektów współpracuje z 21st Century Medicine.

## Szkolenia
Suspended Animation, Inc. organizuje także szkolenia w stabilizacji pacjentów krionicznych dla zawodowego personelu medycznego z terenu Stanów Zjednoczonych. Ćwiczenia prowadzone są na dużych modelach zwierzęcych. Chirurdzy naczyniowi i perfuzjoniści są gotowi współpracować z SA przy stabilizacji pacjentów krionicznych.

## Prezerwacja ciał
Firma zajmuje się czuwaniem przy umierających, prezerwacją i ochładzaniem ciał jak najszybciej po stwierdzeniu zgonu, oraz podaniem odpowiednich leków. Czynności te określane są skrótem SST:
- Standby: po otrzymaniu informacji, że osoba mająca umowę na krioprezerwację z CI lub Alcor, jest w stanie krytycznym, SA wysyła zespół specjalistów wraz ze sprzętem, którzy będą czekać przy pacjencie, gotowi do podjęcia działań zaraz po stwierdzeniu zgonu.
- Stabilizacja: wstępne ochłodzenie (lodem, zimną wodą), zastąpienie krwi substancją zapobiegającą zamarznięciu, podanie leków.
- Transport: przewiezienie ciała do organizacji krionicznej, gdzie będzie przechowane w temperaturze krionicznej[2].

SA nie oferuje ostatecznej krioprezerwacji, tylko współpracuje z Alcor Life Extension Foundation i Cryonics Institute, gdzie ciała są ostatecznie przechowywane. SA, w przeciwieństwie do Alcor i CI, nie jest organizacją członkowską, lecz oferuje usługi po zawarciu umowy (za życia pacjenta). Raporty z poszczególnych przypadków stabilizacji pacjentów są dostępne na stronie internetowej firmy.

## Współpraca z organizacjami krionicznymi
Cryonics Institute (CI) umożliwia opiekę firmy Suspended Animation, Inc. pacjentom spoza stanu Michigan (gdzie znajduje się siedziba CI). CI stwierdza, że ani nie zaleca, ani nie sprzeciwia się współpracy z SA, i zachęca członków do powzięcia poinformowanej decyzji w sprawie współpracy z Suspended Animation, Inc.
Alcor Life Extension Foundation także oferuje możliwość współpracy z Suspended Animation, Inc. przy stabilizacji i transporcie ciał.

## Koszty
Firma oferuje kilka opcji opieki, w różnych wariantach cenowych; niemniej chodzi o dziesiątki tysięcy dolarów. Możliwe jest pokrycie kosztów poprzez polisę ubezpieczeniową na życie.